# Oude Beringzeecultuur
De Oude Beringzeecultuur (Engels: Old Bering Sea, OBS) is een archeologische cultuur gecentreerd op de Beringstraat-regio van 200 v.Chr. tot 500 AD, mogelijk zelfs van 400 v.Chr. tot 1300 AD. Geen enkele site is meer dan 1 km van de oceaan verwijderd. Ze wordt beschouwd als de vroegste fase van de noordelijke maritieme traditie der Neo-Eskimo's. Ondanks de naam liggen verschillende sites aan de Tsjoektsjenzee. 

## Ontdekking
De cultuur werd in eerste instantie door Canadese archeoloog Diamond Jenness Beringzeecultuur genoemd, na de ontdekking in 1928 op de Diomedeseilanden van opvallend gedecoreerde objecten zoals harpoenpunten voor de jacht op walvissen en zeehonden. Het bijvoeglijk naamwoord "oud" werd toegevoegd door Henry B. Collins, archeoloog van het Smithsonian, om de cultuur te onderscheiden van jongere artefacten met vergelijkbare ontwerpelementen. 
Meerdere ontdekkingen vonden plaats van 1925 tot 1940 tijdens opgravingen, vooral op het eiland St. Lawrence, bekend om rijk gesneden gevleugelde objecten, die als contragewichten voor speerwerpers werden gebruikt.

## Oorsprong
De oorsprong van de cultuur is nog slecht bekend, hoewel uit verschillende sites een voorlopige chronologie kan worden vastgesteld. De vroegste artefacten gedateerd voor 400 v.Chr. zijn van grafvondsten bij Ekven. De bloeiperiode van de cultuur was tussen 200 en 600 AD. De OBS-cultuur wordt verondersteld zich te hebben ontwikkeld tot de Punukcultuur in Siberië en de Birnirkcultuur in Noord-Alaska. De Oude Beringzeecultuur wordt ook beschouwd als de vroegste indicatie van de Thulecultuur. Gelijktijdig ontstond aan de Noordpoolkust van Alaska de Nortoncultuur.

## Verspreiding
De geografische spreiding van vondsten geassocieerd met de oude Beringzecultuur heeft haar zwaartepunt bij Tsjoekotka, met het hoogste aantal graven, meer dan 500, in de buurt van Kaap Dezjnjov op de twee sites van Oeëlen en Ekven, respectievelijk ten noorden en ten zuiden van de kaap. De cultuur werd gevonden van Kaap Navarin tot de Koljoetsjinbaai. OBS-sites komen vaak voor aan de kusten van St. Lawrence Island en de Diomedeseilanden. Van het vasteland van Noord-Amerika zijn slechts geïsoleerde vondsten bekend, bij Barrow, Point Hope, Cape Espenberg en Golovnin Bay.

### Sites
De sites met OBS-objecten zijn typisch grote woonheuvels en afvalhopen, of begraafplaatsen met honderden graven, vaak omheind door kaakbeenderen van Groenlandse walvissen en vloeren van planken uit drijfhout. Maar weinig graven bevatten opvallende grafgiften. Hieruit leidden sommige archeologen het bestaan af van hiërarchische groepen, zoals belangrijke walvisjagers of sjamanen, onder wie zich ook vrouwen bevonden.

## Cultuur
De Oude Beringzeecultuur wordt gekenmerkt door semi-ondergrondse huizen met meerdere kamers van walvisbotten (soms van vinnen) en corridorvormige ingangen, gereedschappen van gepolijst leisteen, draaiende harpoenpunten van walrusivoor (soms gewei), aardewerk met lineaire en spiraalvormige afdrukken, en lampen van klei. De hoog ontwikkelde harpoentechniek maakte de jacht op walvissen, walrussen en ringelrobben mogelijk. Ook werd er op herten en vogels gejaagd. Men gebruikte hondensleden voor transport over land en ijs. Op het water gebruikte men open kano's of umiaks, en gesloten kajaks. Men vervaardigde waterdichte kleding van walrusdarm (ukkenchin).
Men leefde in eenvoudige gemeenschappelijke woningen. De basis van de samenleving was de grootfamilie. Huisslavernij verscheen, evenals het chiefdom.

## Artefacten
De rijk gedecoreerde objecten zijn bijna uitsluitend van walrusivoor. De decoraties werden toegepast op een breed scala aan objecten, waarvan er vele alleen in graven werden gevonden, welke soms tientallen objecten bevatten. Oude Beringzee-stukken zijn geliefd bij kunstverzamelaars in New York en Parijs, en de handelswaarde van de objecten heeft een aanzienlijke plundering van archeologische vindplaatsen aangewakkerd.

### Ontwikkelingsfases
Verschillende fasen van de lineaire en cirkel en stip-stijl werden formeel gedefinieerd door Henry Collins in 1937, op basis van zijn uitgebreide opgravingen van de woonheuvels van Mayughaq in de buurt van Gambell, Alaska, aan de noordwestkaap van St. Lawrence-eiland. Zijn onderzoek richtte zich op grote afvalhopen en woonarchitectuur, met weinig aanwezige graven. In de nabije omgeving werd in de jaren zestig door Hans Georg Bandi een grote begraafplaats ontdekt. 

Een belangrijke onderverdeling van de Oude Beringzee is de vroege, meer ingetogen Okvik-stijl, genaamd naar verschillende woonheuvels op een eiland van de oostkust van St. Lawrence Island, uitgegraven door Otto Geist. Een kleine Okvik-site, de Hillside-locatie, ligt boven de Mayughaq-heuvel en bevat vijf stenen-plaathuizen die redelijk zeker konden worden gedateerd op 200 tot 400 AD.

afbeeldingen
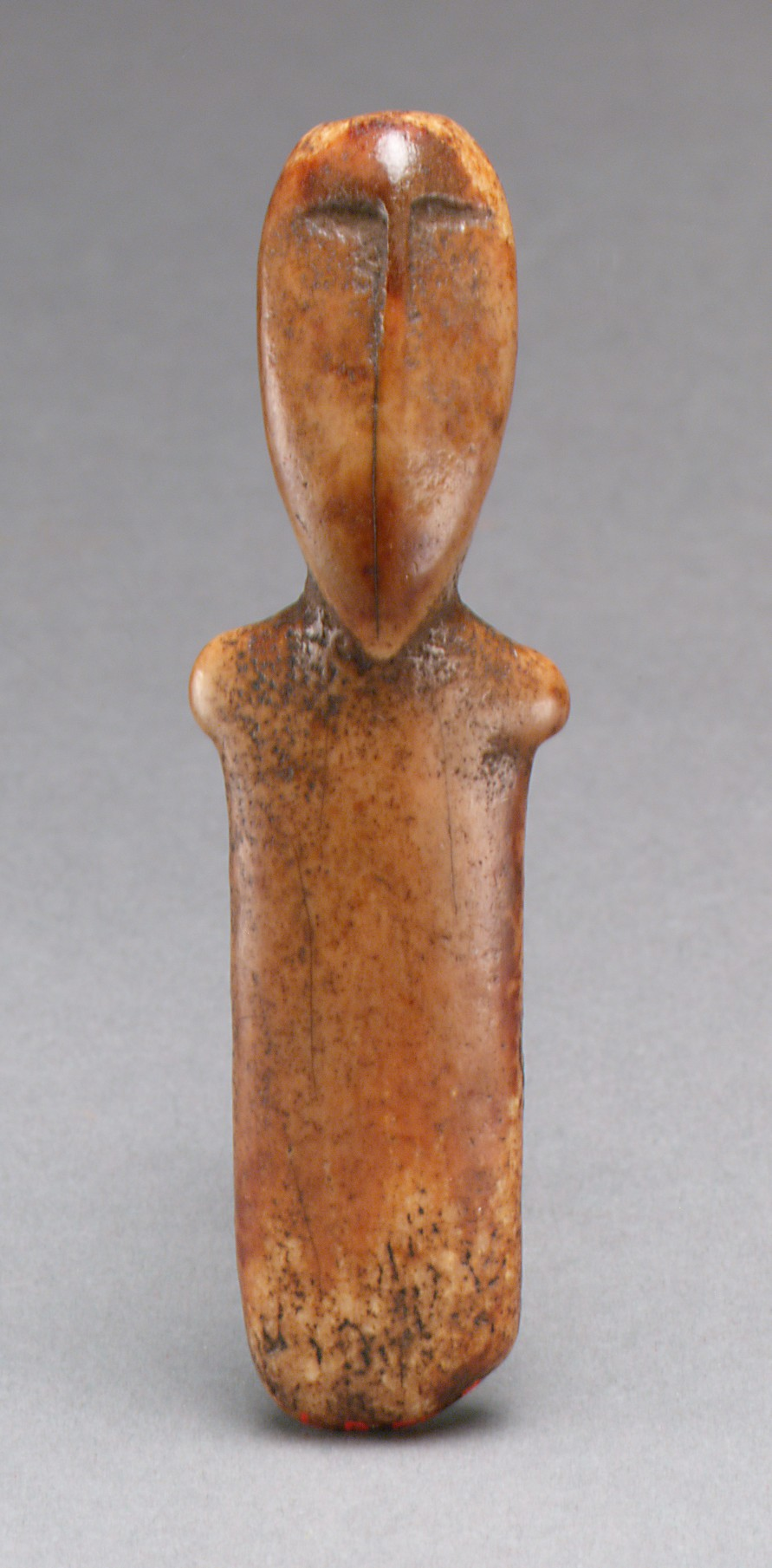
figurine van walvisivoor (Metropolitan Museum of Art)
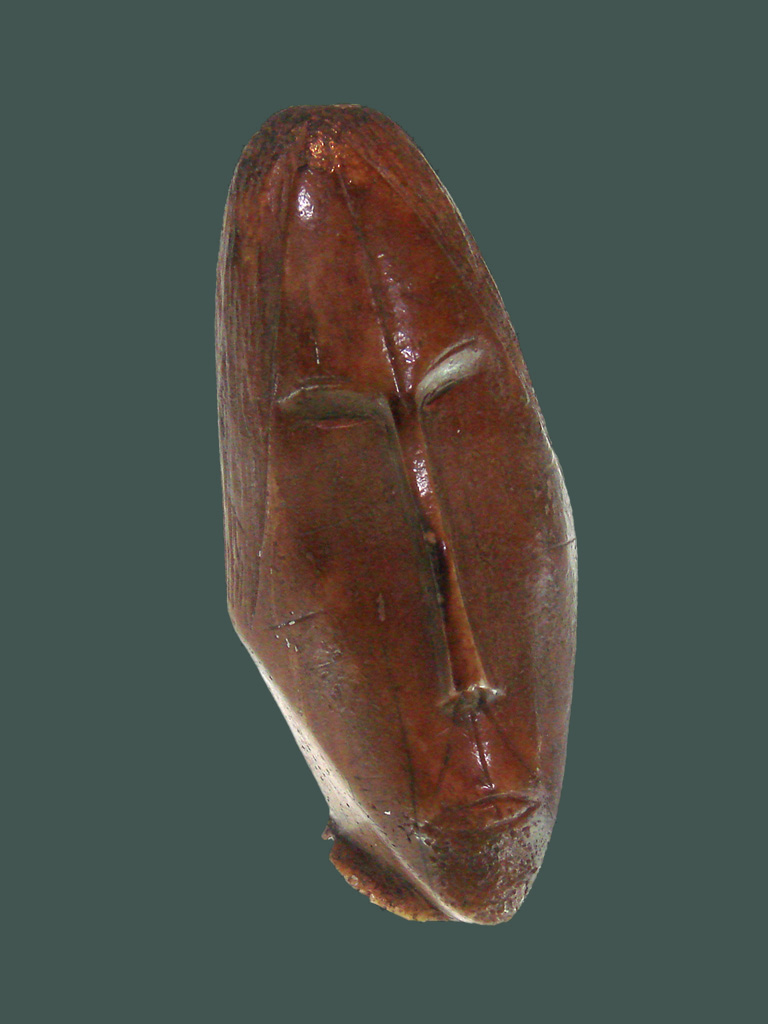
Okvik-kopje (Musée du quai Branly)
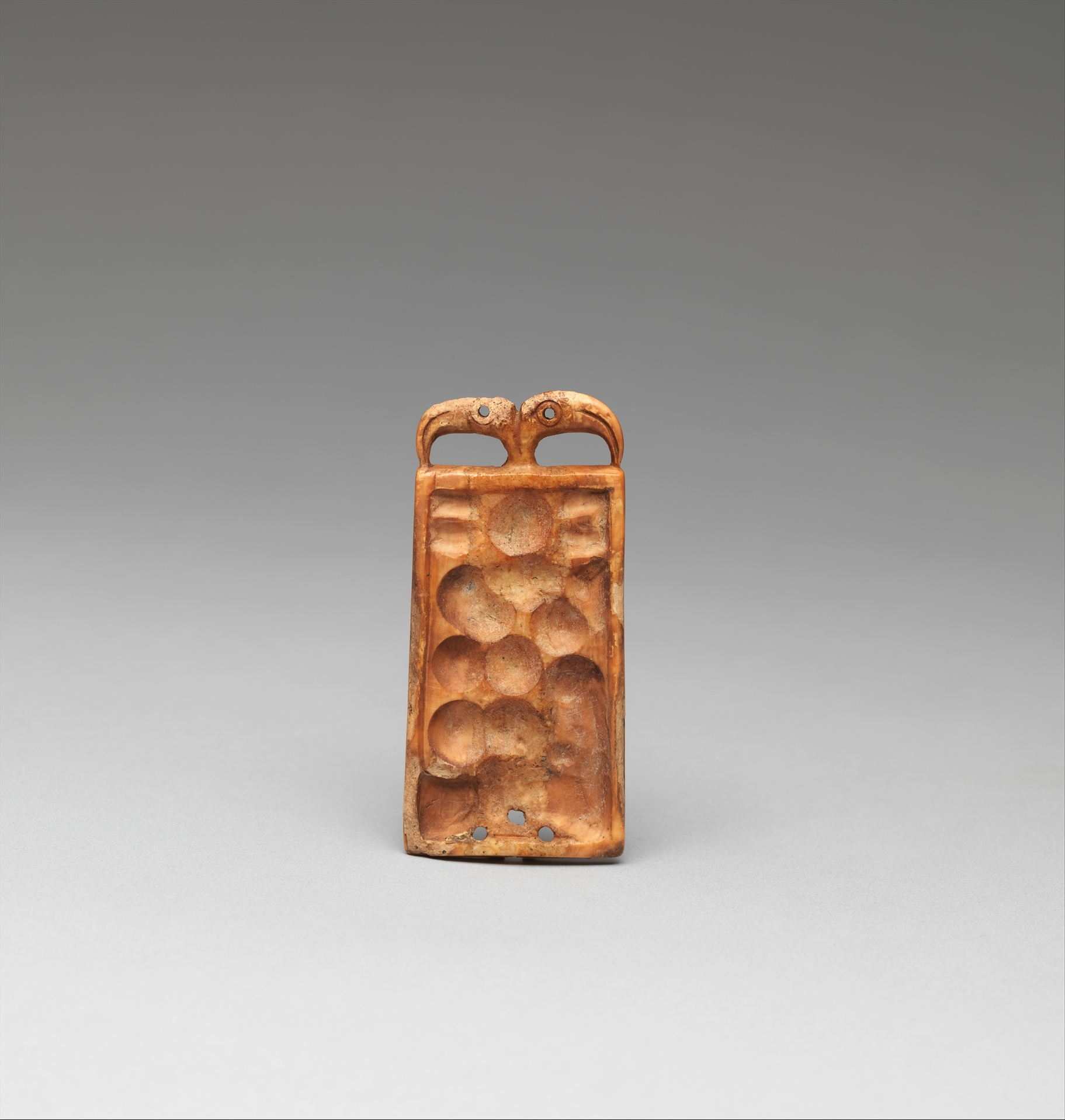
ornament (Metropolitan Museum of Art)
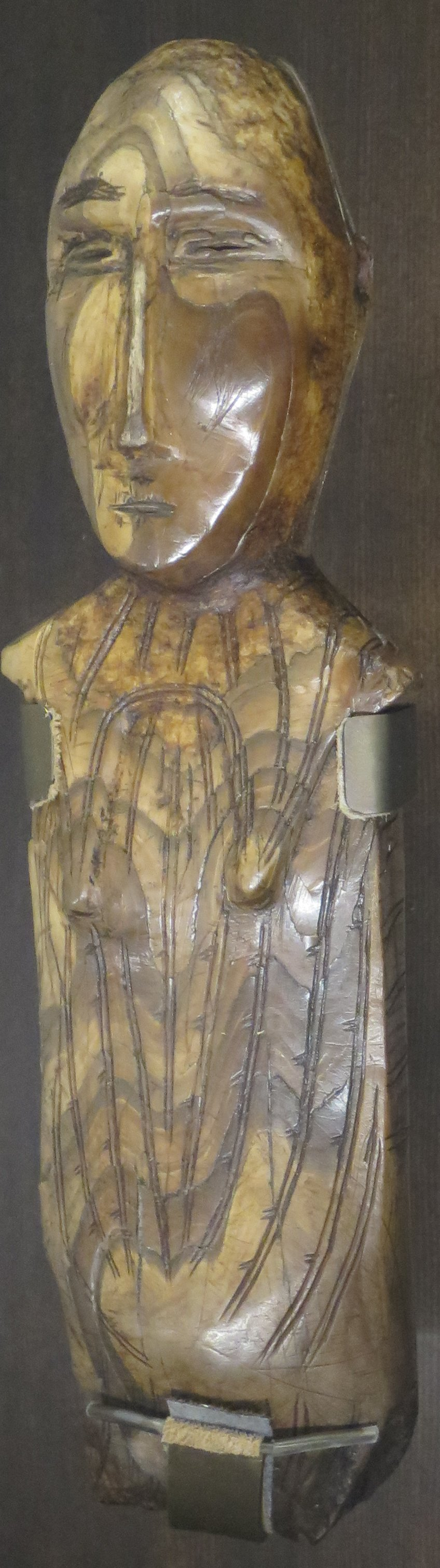
vrouwelijke figurine, Punuk Island (Alaska State Museum)
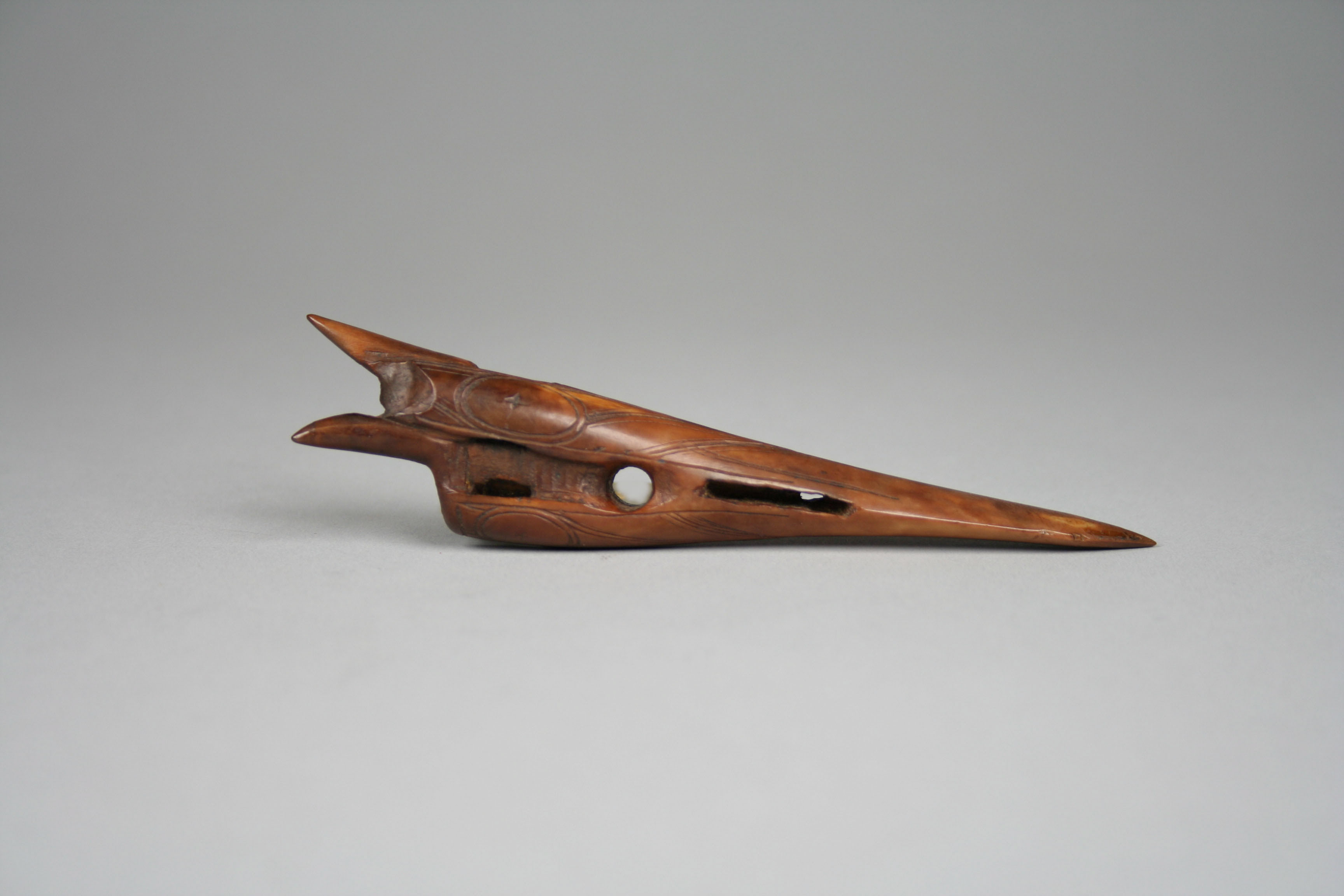
harpoenpunt (Metropolitan Museum of Art)